# Edward Madejski
Edward Dominik Jerzy Madejski (Cracòvia, 11 d'agost de 1914 - Bytom, 15 de febrer de 1996) fou un futbolista polonès de les dècades de 1930 i 1940.
La major part de la seva carrera la passà al Wisła Kraków. Després de la Guerra Mundial jugà al Polonia Bytom. Disputà 11 partits amb la selecció de Polònia entre 1936 i 1938, amb la qual disputà el Mundial de 1938.